# خان‌گره، پنجاب
خان‌گره (به انگلیسی: Khangarh) یک شهر در پاکستان است که در ناحیه مظفرگره واقع شده‌است.